# Суздальська міжусобна війна (1174—1177)

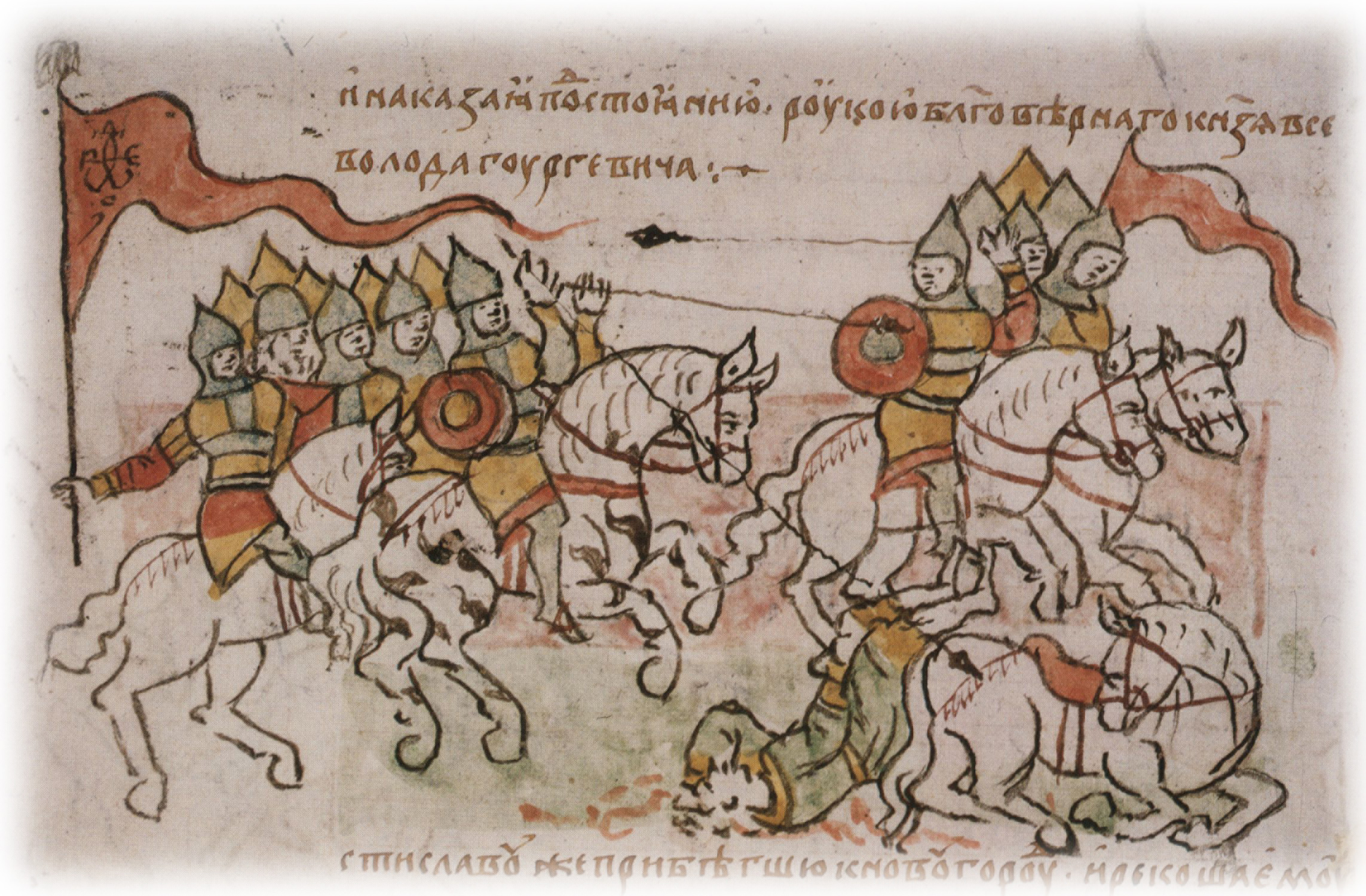
Битва на Липиці 1176 р.: Всеволод Юрійович перемагає Мстислава Ростиславича. Зображення з Радзивіллівської літописі.

Суздальська міжусобна війна 1174—1177 (англ. 1174–1177 Suzdalian war of succession) була Міжусобна війна у Владимиро-Суздальському (Суздальському) князівстві, комплексі князівств на північному сході Київської Русі. Приводом для війни (casus belli) стало вбивство князя Андрія Боголюбського 28 червня 1174 року його власними боярами. Відразу ж його живі зведені брати, син і племінники почали між собою боротися за право стати його наступником. Конфлікт не був вирішений, поки Всеволод Юрійович «Велике Гніздо» не переміг своїх інших братів і племінників і не захопив владу в Суздалі в 1177 році.

## Воюючі сторони
Син Андрія Юрій Андрійович був позбавлений титулу князя Новгорода незабаром після вбивства Андрія. Юрій втік на Кавказ і не брав участі в суздальській кризі спадкоємства.
Дві ворогуючі фракції стали племінниками Андрія Ростиславичами та зведеними братами Андрія Юрієвичами.

### Ростиславичі
Ярополк Ростиславич і Мстислав Ростиславич Безокий були синами Ростислава Юрійовича (помер 1151 р.), старший брат Андрія від першої дружини Юрія Долгорукого. Їхня владна база знаходилася в Ростові та Суздалі на півночі, де їх підтримували бояри. Вони уклали союз із князями Смоленська та Рязані (їхня сестра Євфросинія Ростиславович була одружена з князем Глібом Рязанським), Муром, Полоцьк і Вітебськ (Ярополк одружився з дочкою князя Всеслава взимку 1174–75 років).

### Юрійовичі
Михайло або «Михалко» Юрійович Владимирський та Всеволод Юрійович «Велике Гніздо» були синами Юрія Долгорукого від його другої дружини Олени, а отже, зведеними братами Андрія. Їхня владна база знаходилася в Владимир на Клязьмі на півдні, а також Чернігів, столиця їхніх союзників Ольговичі.
Хоча племінники та зведені брати Андрія незабаром після його смерті погодилися визнати Міхалка старшим князем із титулом князя Владимира, конфлікт все одно незабаром спалахнув.

## Список битв

Північно-східні руські князівства Владимиро-Суздальське та їхні сусіди (1216 р.)

- Облога Владимира (1174) Ярополком Ростиславичем протягом семи тижнів, під час якої Міхалко Юрійович захищав місто зсередини, поки мешканці не зажадали, щоб він здався, щоб покласти край їхнім стражданням.[7] Ярополк був визнаний князем Владимира, а Мстислав — князем Ростова.[5]
- Конфлікт між Новгородом-Сіверським і Черніговом (1174), when Олег Святославич (князь сіверський),  чоловік тітки Ростиславича Марії, напав на союзників Юрієвича, Ольговича з Чернігова. Олег розграбував Лутаву і Моровськ, а також безуспішно облягав Стародуб, грабуючи його околиці.[8] Потім Ольговичі взяли в облогу Новгород-Сіверський, після чого уклали мир.[9]
- Битва на Белеховській рівнині поблизу Загорьє (15 червня 1175 р.), в якій Юрієвичі перемогли Ростиславичів і відвоювали Владимира. Міхалко Юрійович знову був визнаний князем Владимирським.[8][10]
- Ліпицька битва (1176) (ru), 27 червня 1176 року владимирські та чернігівські війська Всеволода Юрійовича розгромили ростовські сили під командуванням Мстислава Ростиславича.
- Битва при Колокші (1177) (ru), 7 березня 1177 року війська Юрієвичів з Владимира, Чернігова та Переяславля розгромили війська Ростиславичів з Ростова, Суздаля та Рязані. Юрієвичі здобули вирішальну перемогу; Всеволод став беззаперечним князем Владимира, ув'язнивши та осліпивши братів Ростиславичів.[11]

## Наслідки
Війна за престол спустошила Суздальщину, призвівши до внутрішніх чвар, вбивств і широко засудженого каліцтва братів Ростиславича в правлячому клані, воєнного насильства і руйнувань, а також втрати контролю над Новгородом. Що ще важливіше, через смерть Андрія клан Юрієвичів також вибув з боротьби за київський престол і більше ніколи не претендував на нього, підтримавши сходження на престол Рюрика Ростиславича в 1194 році. Натомість Всеволод зосередився лише на своїх володіннях у Владимирі-Суздалі та сусідніх князівствах Рязань і Муром (які їм вдалося захопити, позбавивши влади попередніх володарів Ольговичів). Вони також зосередилися на відновленні контролю над Новгородською республікою, хоча клан Юрієвичів не повторив би цього ще протягом десятиліття.
Зі смертю Всеволода в 1212 році Юрієвичі остаточно втратили право на київський престол. Це також спричинило ще одну війну за престол у Владимиро-Суздальській князівстві (1212–1216).

## Дивіться також
- Руські міжусобиці
- Усобиця Володимировичів (1015—1019)
- Облога Вишгорода (1173), що прискорило вбивство Андрія
- Липицька битва (1216), який вирішив владимиро-суздальську війну за спадщину 1212-1216 років по смерті Всеволода Велике Гніздо

### Першоджерела
- «Київський літопис» (прибл. 1200)
  - (modern English translation) Heinrich, Lisa Lynn (1977). The Kievan Chronicle: A Translation and Commentary (PhD diss.). Nashville, Tennessee: Vanderbilt University. с. 616. ProQuest: 7812419.
- «Суздальський літопис» (прибл. 1203)
- «Новгородський перший літопис» (прибл. 1275)